# Onegin (balletto)
Onegin è un balletto coreografato da John Cranko su musica di Pëtr Il'ič Čajkovskij, tratto dal romanzo di Aleksandr Puškin Eugenio Onegin. Il balletto venne eseguito per la prima volta alla Staatsoper Stuttgart di Stoccarda nel 1965.

## Trama

### Atto I
Scena 1 - Il giardino di Madame Larina
Nel giardino di casa, Madame Larina con le figlie Olga e Tatiana e la governante stanno finendo di cucire gli abiti per la festa di compleanno di Tatiana. Mentre pensano al futuro, le ragazze del posto fanno un gioco: chi guarderà nello specchio vedrà il proprio vero amore. Lensky, un giovane poeta fidanzato con Olga, arriva da San Pietroburgo con l'amico Eugene Onegin, annoiato dalla vita di città. Tatiana si innamora a prima vista dell'affascinante sconosciuto, che però la vede solo come una ragazzina ingenua e romantica.
Scena 2 - La camera da letto di Tatiana
Quella notte Tatiana sogna di Onegin e al risveglio gli scrive una lettera d'amore che chiede alla governante di consegnare.

### Atto II
Scena 1 - Il compleanno di Tatiana 
Mentre i locali si accalcano alla festa di Tatiana, Onegin fatica a non annoiarsi in mezzo ad una compagnia così provinciale e finisce con l'essere sgarbato. L'uomo è anche infastidito dalla lettera di Tatiana, considerandola solo un vezzo adolescenziale. Straccia la lettera di fronte alla giovane, dicendole di non poterla amare. Il principe Gremin, un lontano parente di Tatiana, arriva alla festa e Madame Larina spera che l'aristocratico possa sposare la figlia, che però è troppo addolorata per notare Gremin. Onegin è talmente annoiato da cominciare a flirtare con Olga per infastidire Lensky, che però cede alla provocazione e sfida l'amico a duello.
Scena 2 - Il duello
Tatiana ed Olga provano a convincere Lensky a non duellare con l'amico, ma il giovane non sente ragioni e viene ucciso in duello da Onegin.

### Atto III
Scena 1 - San Pietroburgo
Passati molti anni, Onegin torna a San Pietroburgo dopo aver viaggiato per il mondo. Il giovane va ad un ballo a casa del principe Gremin, dove si meraviglia della trasformazione di Tatiana da forosetta ad elegante principessa. Onegin si accorge quindi di aver perso tanta bellezza a causa del suo vecchio rifiuto e se ne addolora.
Scena 2 - La camera da letto di Tatiana 
Onegin scrive una lettera d'amore a Tatiana e le chiede di vederla, ma la principessa rifiuta. La giovane supplica il marito di non lasciarla sola quella sera. Onegin viene a trovarla e le dichiara tutto il suo amore: Tatiana si rende conto che il ravvedimento dell'uomo è sincero ma, pur amandolo, tra loro non può esserci niente dato che è sposata con Gremin e Onegin ha ucciso Lensky. Tatiana straccia la lettera di Onegin e gli ordina di andarsene per sempre.

## Musica
Per la colonna sonora di Onegin, Cranko chiese al direttore d'orchestra e musicista Kurt-Heinz Stolze (maestro di cappella del balletto di Stoccarda) di arrangiare ed orchestrare pezzi per orchestra e per pianoforte da diverse composizioni di Čajkovskij. Stolze scelse dei brani dalle cinque opere per piano de Le Stagioni, brani da Gli stivaletti come il tema principale per Onegin e Tatiana, movimenti dalla fantasia sinfonica Francesca da Rimini, un'aria da Il Voevoda, un duetto dall'opera incompiuta Romeo e Giulietta, e l'Impromptu dai due pezzi per pianoforte (op.1).

## Cast originale
- Tatiana: Marcia Haydée
- Onegin: Ray Barra
- Lensky: Egon Madsen
- Olga: Ana Cardus
- Principe Gremin: Kenneth Barlow
- Madame Larina: Ruth Papendieck